# Distrikt Mariatana
Der Distrikt Mariatana liegt in der Provinz Huarochirí in der Region Lima im zentralen Westen von Peru. Der Distrikt wurde am 11. Oktober 1954 gegründet. Er besitzt eine Fläche von 169 km². Beim Zensus 2017 wurden 1511 Einwohner gezählt. Im Jahr 1993 lag die Einwohnerzahl bei 1444, im Jahr 2007 bei 1419. Sitz der Distriktverwaltung ist die 3534 m hoch gelegene Ortschaft Mariatana mit 259 Einwohnern (Stand 2017). Mariatana befindet sich 44 km südlich der Provinzhauptstadt Matucana.

## Geographische Lage
Der Distrikt Mariatana befindet sich in der peruanischen Westkordillere im äußersten Süden der Provinz Huarochirí. Der Ostteil des Distrikts wird über die Quebrada de Mariatana nach Süden zum Río Mala entwässert. Der Westteil wird über die Quebrada Pulacama nach Südwesten zum Río Chilca entwässert. Zwischen den beiden Gebieten verläuft ein bis zu 3781 m hoher Bergkamm in SSW-NNO-Richtung.
Der Distrikt Mariatana grenzt im Westen an den Distrikt Santo Domingo de los Olleros, im Norden an den Distrikt Langa, im Nordosten an die Distrikte Huarochirí und Sangallaya, im Südosten an den Distrikt Quinocay (Provinz Yauyos) sowie im Süden an den Distrikt Calango (Provinz Cañete).

## Ortschaften
Im Distrikt gibt es neben dem Hauptort folgende größere Ortschaften:
- Calahuaya
- Chatacancha
- Chatacanchihuayque
- Llaquimasca